# Kasper Twardowski
Kasper Twardowski, pseud. Kasper z Sambora, (ur. w 1593 r. w Samborze, zm. przed 1641) – poeta obyczajowy, religijny, okolicznościowy wczesnego baroku, zaliczany do tak zwanych "poetów metafizycznych" lub "metafizyczno-dewocyjnych".

## Życiorys
Urodził się najprawdopodobniej w Samborze w rodzinie mieszczańskiej. Wcześnie stracił matkę, której zawdzięczał religijne wychowanie. Młodość spędził w Krakowie – być może studiował na Akademii Krakowskiej. Bywał w towarzystwie rybałtów. W czasie wojny szwedzkiej agitował za walką z wrogiem. Służył różnym panom (szlachcie, mieszczanom). W roku 1629 przeniósł się do Lwowa lub w jego okolice, gdzie zmarł około 10 lat później.

### Poeta nawrócony
Debiutował w roku 1617 jako twórca frywolnego poematu o tematyce erotycznej Lekcyje Kupidynowe, który jednak raczej nie doczekał wydania (dziś znmy go z różniących się między sobą rękopisów). Potępiony przez cenzurę kościelną (m.in. biskupa krakowskiego Marcina Szyszkowskiego) i doświadczony ciężką chorobą (o której pisze w Przedmowie kolejnego dzieła), doznał nawrócenia i jako podopieczny jezuitów przyjęty został (1618) do bractwa religijnego, krakowskiej Kongregacji Wniebowzięcia Najświętszej Marii Panny. Jako poeta nawrócony stworzył swe najbardziej znane dzieło – poemat alegoryczny Łódź młodzi z nawałności do brzegu płynąca opublikowany w Krakowie w roku 1618. Wzorując się na Confessiones Świętego Augustyna oraz elegii pokutnej Hieronima Morsztyna, pod estetycznym wpływem Goffreda abo Jeruzalem Wyzwolonej Tassa-Kochanowskiego opisał w alegoryczny sposób swe nawrócenie i powrót do grona pobożnych. Tak jak Lekcyje Kupidynowe stanowiły swoistą "ars amandi", tak nowy poemat był wzorem nawrócenia i pokuty skierowanym do młodego czytelnika zagubionego wewnętrznie. W swej Łodzi w bogaty intertekstualnie sposób łączy poeta średniowieczną alegorię ze współczesnymi wpływami twórczości emblematycznej.

### Poeta religijny
Do końca życia pozostał poeta wierny wyznaniu katolickiemu i sprawom duchowym poświęcił większość swych kolejnych dzieł. Najważniejszym utworem w dorobku dojrzałego Twardowskiego jest Pochodnia Miłości Bożej z piącią strzał ognistych (1628), kolejny poemat alegoryczny o tematyce religijnej. W dojrzałych (a więc stworzonych po przełomie wewnętrznym) utworach Twardowski ukazuje i propaguje żarliwa religijność. Wpisuje się tym samym do istotnego nurtu literatury XVI i XVII wieku uogólniająco nazywanego "poezją metafizyczną". Twórczość Twardowskiego wyrasta z estetyki kontrreformacyjnej, szczególnie istotne są wobec niej konteksty sztuki (literatury oraz sztuk plastycznych) jezuickiej i z Societas Iesu powiązanej. Neutralny w kwestii polemik religijnych propaguje katolicyzm jako drogę do zbawienia z pominięciem kontekstu typowej dla epoki konfrontacji z protestantyzmem. Nie jest więc Twardowski poetą kontrreformacyjnym, a bardziej wyrosłym z estetyki kontrreformacji.

## Badania nad poetą
W wielu interpretacjach (m.in. Cz. Hernasa) Lekcyje Kupidynowe, Łódź młodzi oraz Pochodnię Miłości Bożej można interpretować jako niezamierzoną, ale spójną literacko trylogię, dowodzącą rozwoju poety. Te trzy utwory doczekały się jako jedyne z dorobku poety współczesnego wydania w całości za sprawą Radosława Grześkowiaka (Łódź młodzi, Lekcyje Kupidynowe) oraz Krzysztofa Mrowcewicza (Pochodnia Miłości Bożej). W roku 1939 ukazała się jedyna monografia poety autorstwa Ludwika Kamykowskiego Kasper Twardowski. Studium z epoki baroku.
Badaniami twórczości Kaspra Twardowskiego zajęli się m.in. Ludwik Kamykowski, Radosław Grześkowiak, Krzysztof Mrowcewicz.

## Twórczość
Bibliografię podaje Ludwik Kamykowski Kasper Twardowski. Studium z epoki baroku, Rozprawa PAU Wydział Filologiczny, t. 65 (1939).

### Ważniejsze dzieła
- Lekcyje Kupidynowe, Kraków przed rokiem 1617, dzieło znane obecnie tylko w 3 tekstach rękopiśmiennych (w 2 różnych redakcjach), z których 2 jako utwór J. Szlichtynga ogł. A. Brückner w: J. T. Trembecki Wirydarz poetycki, t. 1, Lwów 1910, s. 179-189; t. 2, Lwów 1911, s. 374, (razem jest 14 Lekcji, niektóre z nich są bardzo swobodnym przekładem z Epistola amantis, przypisywanych Petroniuszowi; utwór potępiony przez Index... biskupa M. Szyszkowskiego w roku 1617)
- Łódź młodzi z nawałności do brzegu płynąca, Kraków 1618, drukarnia J. Siebeneicher
- Kolęda nowe lato, szczodry dzień abo piosneczki Emmanuelowe, Kraków 1619, drukarnia J. Siebeneicher; wyd. następne: Kolęda nowe lato i szczodry dzień, brak miejsca wydania 1623, (pod podobnym tytułem pisemka innych autorów, zob. Estreicher XXXI, 431)
- Bicz Boży, czyli treny zasmuconej po śmierci synów Ojczyzny Polskiej, Kraków 1625 (egz. nieznany); wyd. następne przerobione i rozszerzone pt. Bicz Boży abo krwawe łzy utrapionej matki Ojczyzny Polskiej, Kraków 1649, drukarnia M. Filipowski
- Pochodnia Miłości Bożej z piącią strzał ognistych, Kraków 1628, drukarnia W. Piątkowski
- Bij Gustawa, kto dobry. Pobudka utrapionej Ojczyzny, Lwów 1629, drukarnia J. Szeliga (broszura agitacyjna)
- Kolebka Jezusowa, pasterze, trzej królowie, Lwów 1630 (pieśni kolędowe)
- Gęś świętego Marcina albo pierwsza kolęda, Lwów 1630
- Bylica świętojańska, Lwów 1630, drukarnia J. Szeliga; wyd. następne pt. Bylica Jana świętego, Kraków 1641 (z drobnymi zmianami, pod nazwiskiem ks. Z. Adama Januszowskiego); wyd. 1 przedr. J. Rymarkiewicz Jana Kochanowskiego Pieśń świętojańska o Sobótce, Poznań 1884; fragmenty przedr. S. Kot "Urok wsi i życia ziemiańskiego w poezji staropolskiej", Księga pamiątkowa na 75-lecie "Gazety Rolniczej", Warszawa 1938 i odb. Warszawa 1937, (według Estreichera możliwe, że D. Rzęczkowskiego Bylica św. Jana... albo ekonom, Lublin 1645, jest również przedrukiem Bylicy świętojańskiej)
- Katafalk Aleksandrowi księciu Zasławskiemu, 1630
- Najjaśniejszej Konstancjej krolowej polskiej... obchod nieodżałowanej śmierci, 1631.

### Utwory o autorstwie niepewnym
- Sowizrzał nowy abo raczej Nowyźrzał, Kraków 1614 (hipotezę autorstwa K. Twardowskiego postawił A. Brückner w roku 1900
- Chronologia o wywodzie narodu cesarzów tureckich i walki ich z chrześciany, brak miejsca wydania 1619 (wyd. pod nazwiskiem W. Chlebowskiego); wyd. następne: Kraków 1620 (wyd. pod nazwiskiem W. Piątkowskiego); hipoteza autorstwa K. Twardowskiego opiera się na wskazówce katalogu Biblioteki Kijowskiej.